# Sandra Hernández Rodríguez
Sandra Hernández Rodríguez (Santa Cruz de La Palma, Santa Cruz de Tenerife, Canarias, España; 25 de mayo de 1997) es una futbolista española. Juega como centrocampista en UDG Tenerife de la Primera División Femenina de España.

## Clubes
| Club            | País   | Año             |
| --------------- | ------ | --------------- |
| F. C. Barcelona | España | 2015 - 2017     |
| Valencia C. F.  | España | 2017 - 2021     |
| UDG Tenerife    | España | 2021 - presente |

## Palmarés

### Campeonatos nacionales
| Título           | Club           | País   | Año     |
| ---------------- | -------------- | ------ | ------- |
| Primera División | F.C. Barcelona | España | 2014-15 |
| Copa de la Reina | F.C. Barcelona | España | 2017    |